# Agneskloster Mainz

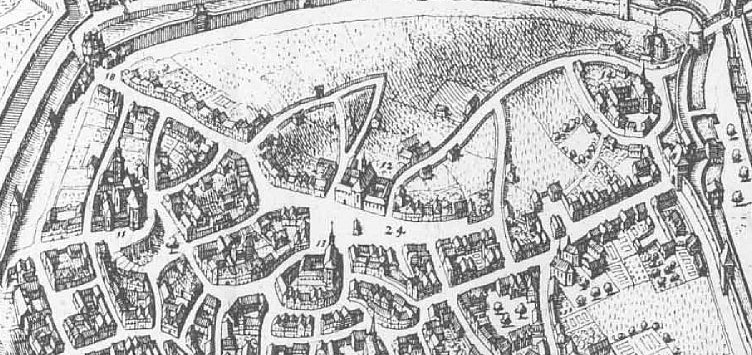
Das Mainzer Agneskloster (Nr. 13) am „Diebsmarckt“ (Nr. 24), dem heutigen Schillerplatz, Merian 1646; die Ansicht ist gewestet.

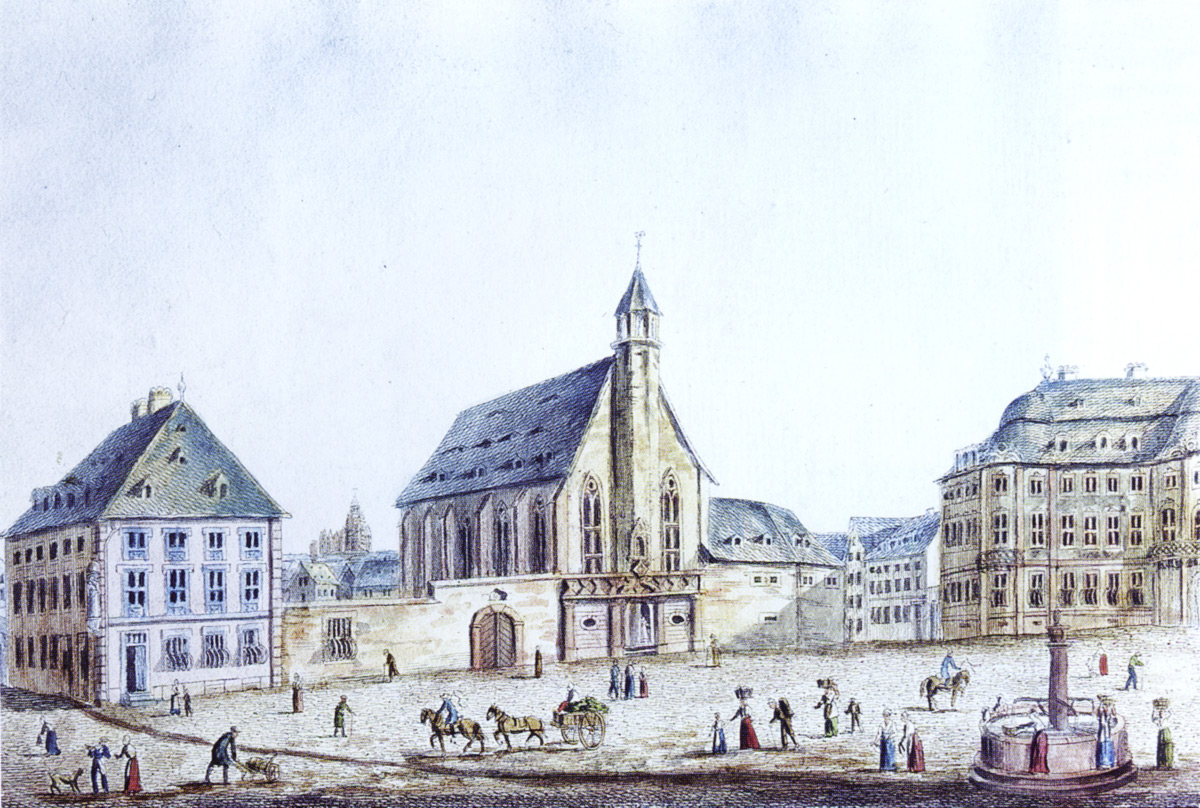
Ansicht des Klosters gegen Ende des 18. Jahrhunderts

Das Agneskloster Mainz (auch: Agnesenkloster, Agnetenkloster oder Kloster St. Agnes) war von 1259 bis 1802 ein Kloster zuerst der Zisterzienserinnen, ab 1605 der Augustinerinnen am heutigen Schillerplatz in Mainz, Rheinland-Pfalz. 

## Geschichte
Die seit Beginn des 13. Jahrhunderts am Mainzer Heilig-Geist-Spital tätigen Beginen wurden 1259 zisterziensisch (unter der Aufsicht von Kloster Eberbach) und bauten mit Hilfe örtlicher Stifter Kloster und Kirche St. Agnes am heutigen Schillerplatz (Bezug 1275). Die Kirche nahm den Beginn der heutigen Ludwigsstraße ein und das Kloster erstreckte sich bis zum Ballplatz und er hinteren Präsenzgasse. Diese Klosterräume waren in der zweiten Hälfte des 16. Jahrhunderts nur noch  mit wenigen Zisterzienserinnen bevölkert und standen bis 1582 sogar komplett leer. Dann wurde das leere Kloster von Augustinerinnen aus dem Augustiner-Chorfrauenstift St. Peter in Kreuznach besiedelt, die ihr Kloster wegen der durchgeführten Reformation verlassen mussten. Erzbischof Johann Schweikhard von Cronberg übertrug ihnen das Kloster 1605 endgültig. Unter den Augustinerinnen galt die Kirche als eine der angenehmsten der Stadt.

Im Zuge der vom Reichsdeputationshauptschluss eingeleiteten Säkularisation kam es 1802 zur Auflösung des Klosters und 1809 zum Abbruch der Kirche. Auch die Klostergebäude aus dem Jahr 1716 gingen durch Umbau und Kriegseinwirkung (zuletzt 1942) verloren. Eine Nachbildung des Fremdenbaus bildet heute den Beginn der Ludwigsstraße. Die in der Kirche St. Martin von Mainz-Finthen befindliche und dem Meister mit dem Brustlatz zugeschriebene Schutzmantelmadonna stammt vermutlich aus dem Kloster, ebenso die Hochaltarfiguren der  Pfarrkirche in Oppenheim. Ein spätmittelalterliches Vesperbild verbrannte in einer der ersten Bombennächte in St. Quintin.